# 檜山道立自然公園
檜山道立自然公園（ひやまどうりつしぜんこうえん）は、北海道檜山郡上ノ国町・江差町、爾志郡乙部町、二海郡八雲町（旧熊石町）、久遠郡せたな町（旧大成町）、奥尻郡奥尻町にある自然公園（都道府県立自然公園）。

## 概要
公園区域は江差町からせたな町にかけての日本海沿いに点在しているほか、上ノ国町の夷王山一帯、八雲町熊石地区の見市川流域、奥尻町（奥尻島）全域からなる。日本海の強風と荒波によって形成された海食崖と海岸段丘が連なり、奇岩や岩石海岸が随所に見られるほか、見市川上流部は渓谷景観を有している。また、檜山振興局管内は北海道内で最も古くから開けた土地であることから、寺社、城跡、墳墓などの歴史的・文化的遺産が比較的多く残されている地域になっている。

## 景勝地
- 夷王山（いおうざん）
- 鴎島（かもめ島）
- 瓶子岩（へいしいわ）[2]
- 館ノ岬（たてのみさき）[1][3]
- 鮪の岬（しびのみさき）[3]
- 雲石峡
- 長磯海岸
- 太田海岸
- 砂坂海岸
- 太田山神社
- 奥尻島

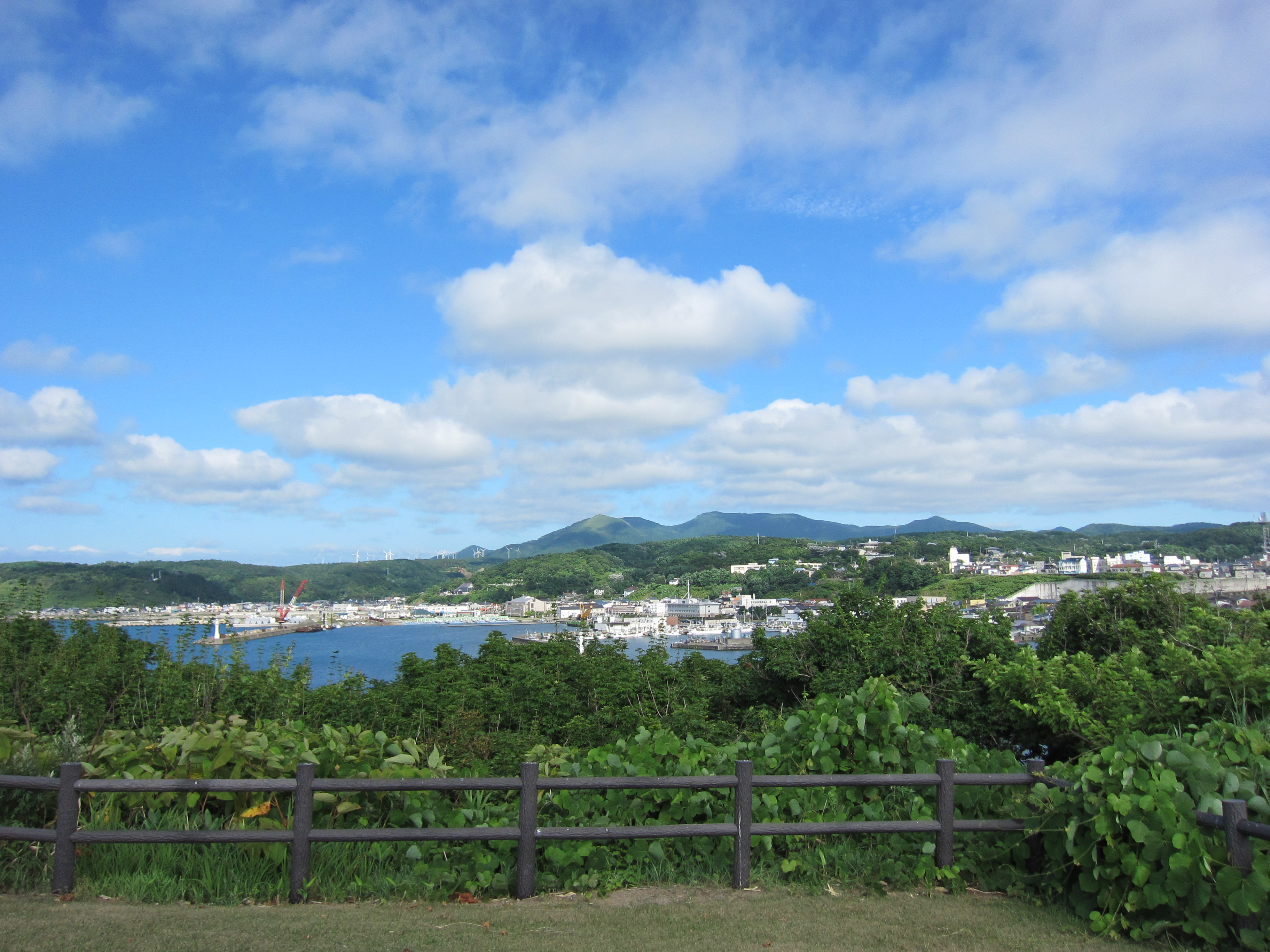
鴎島から江差市街を望む
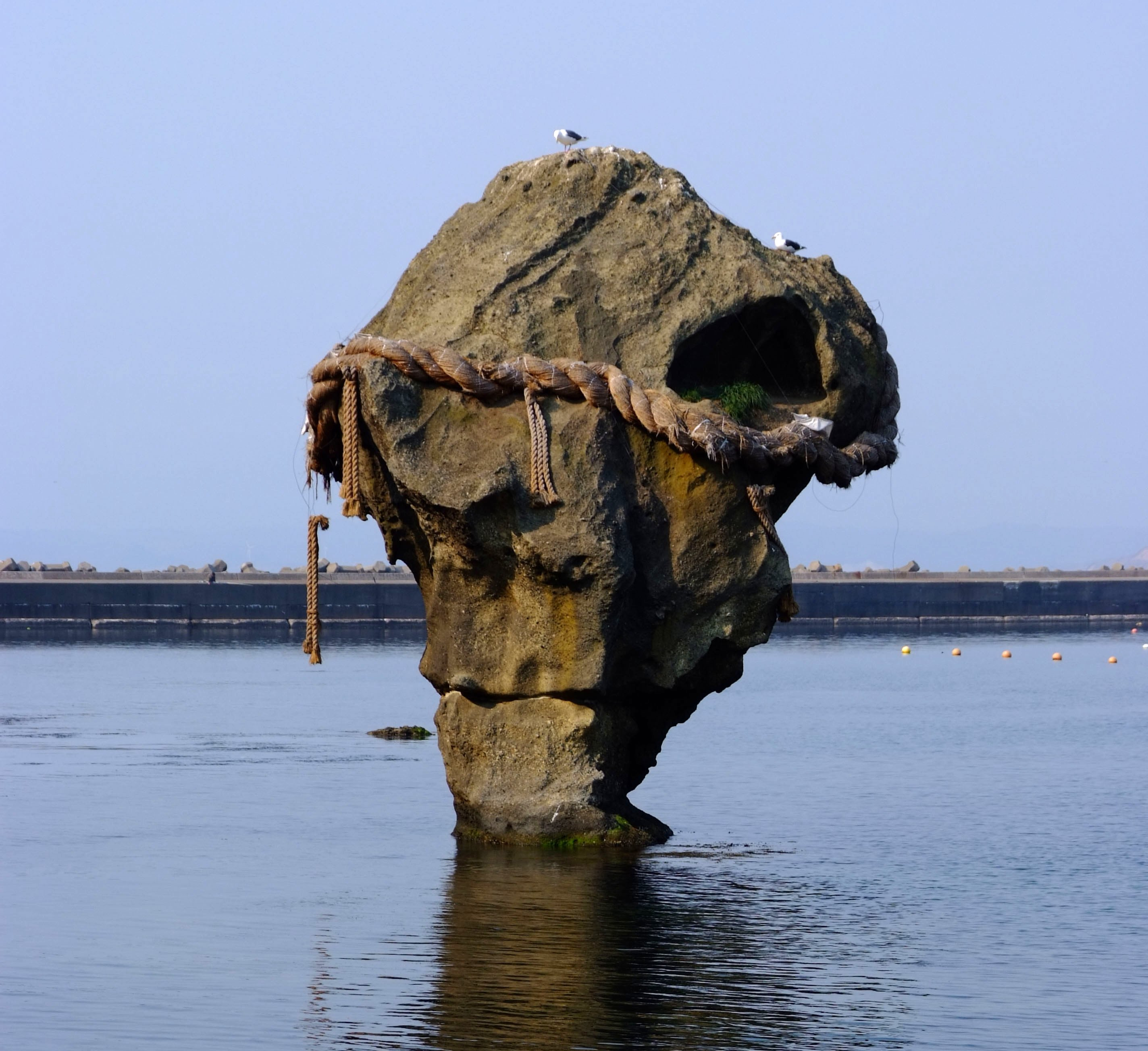
瓶子岩
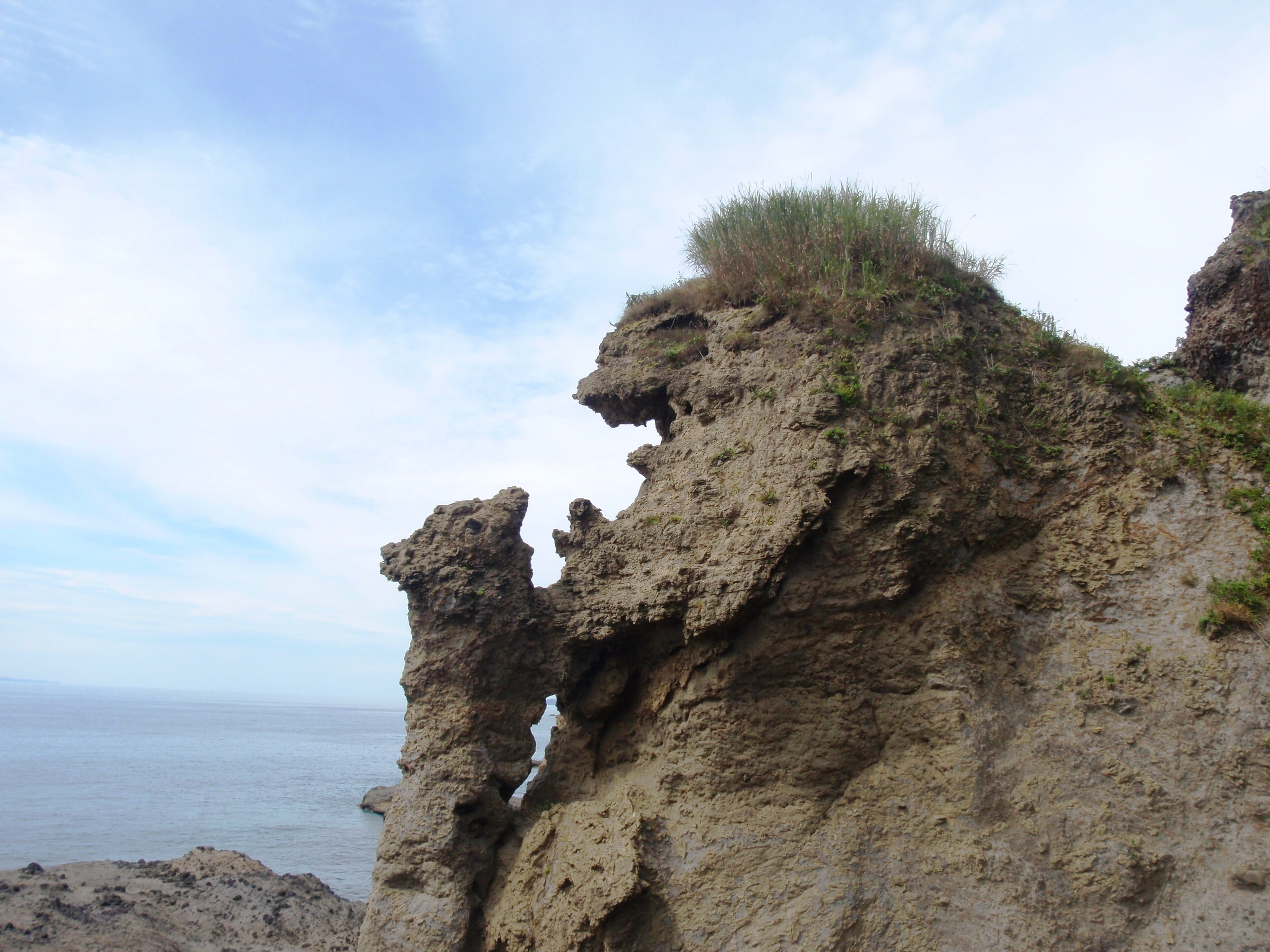
親子熊岩（長磯海岸）
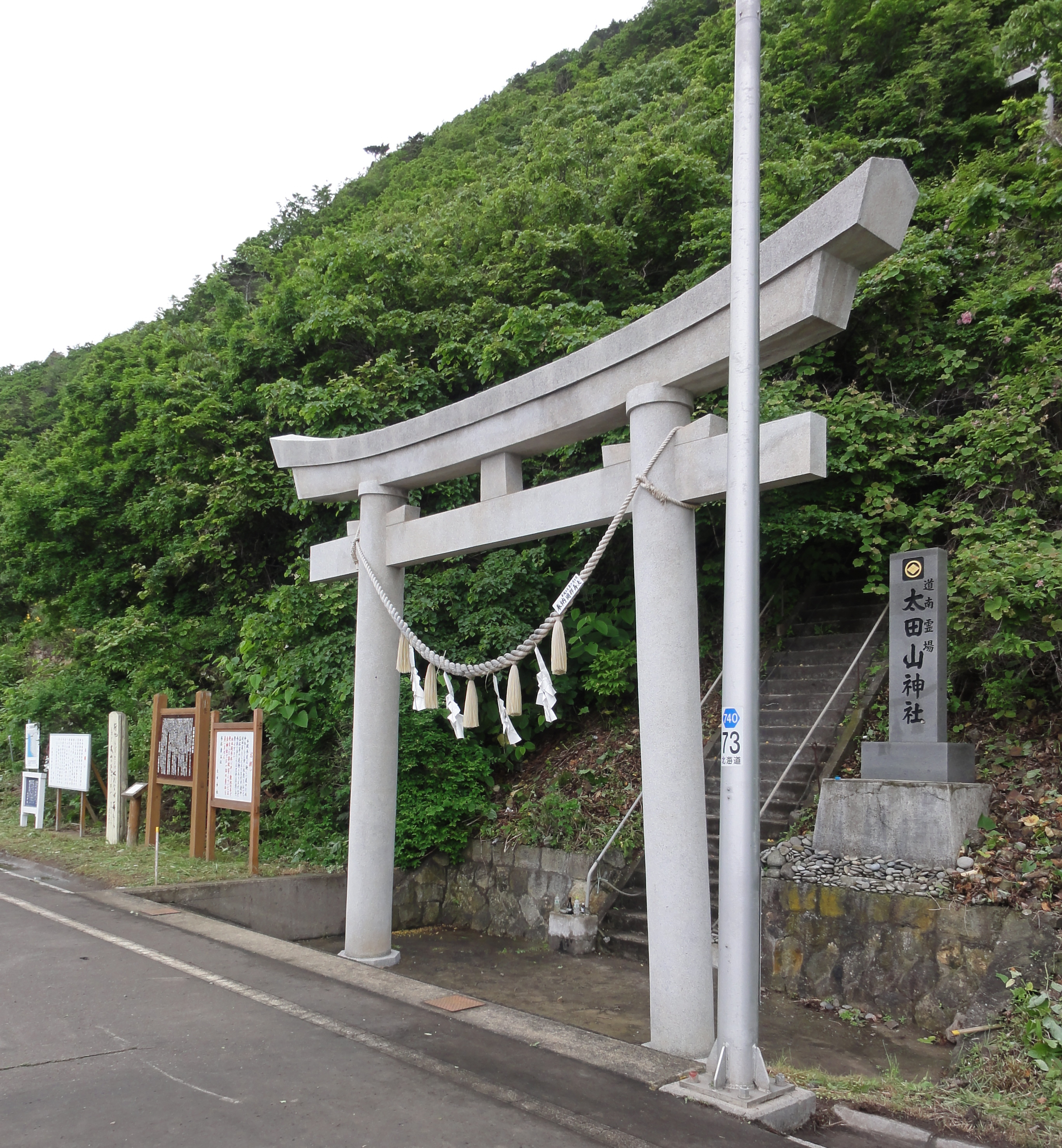
太田山神社の登り口
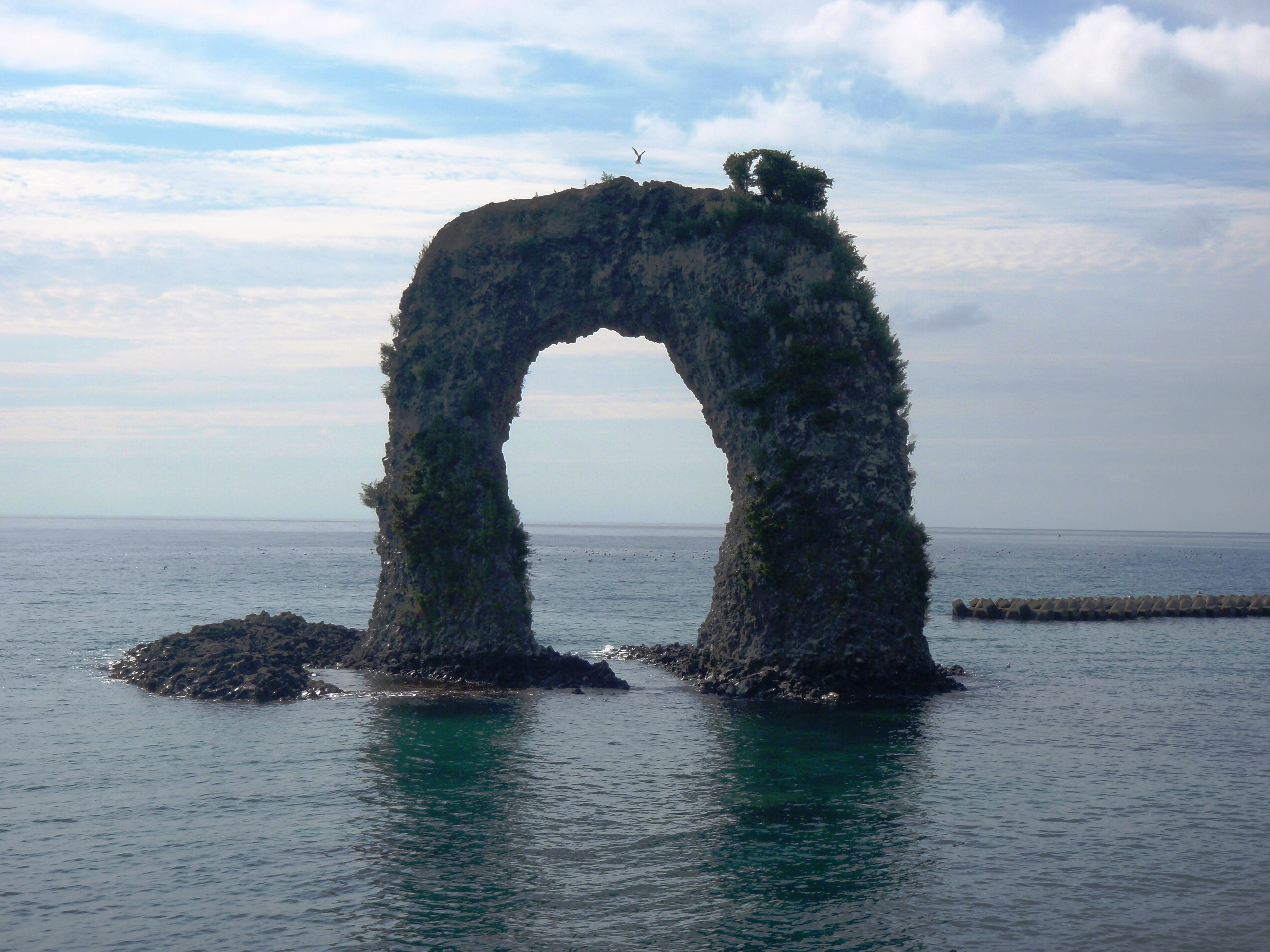
鍋釣岩（奥尻島）

## 参考資料
- “檜山の道立自然公園ガイドマップ” (PDF).  檜山振興局 (2016年). 2017年2月10日閲覧。